# Ногари, Джузеппе
Джузеппе Ногари (итал. Giuseppe Nogari; 1699, Венеция — 3 июня 1766, Венеция) — итальянский живописец академического направления венецианской школы. Один из основателей Венецианской академии изящных искусств.

## Жизнь и творчество
Джузеппе Ногари учился живописи у Антонио Балестры, но более всего находился под влиянием Джованни Баттиста Пьяццетты, Розальбы Каррьеры и Якопо Амигони. С 1726 года он был членом Венецианского сообщества живописцев (Corporazione veneziana dei pittori).
Уже в ранних произведениях, картинах, написанных до 1736 года по заказу графа Карла Густава Тессина, его покровителя и коллекционера, очевидно, что Ногари вдохновлялся портретами работы Розальбы Каррьеры и офортами [Рембрандт]а, которых художник знал по рисункам в коллекции Заккарии Сагредo]].
Джузеппе Ногари наиболее известен своими поясными портретами и композициями на религиозные и исторические сюжеты. С 1739 по 1742 год Ногари работал для Савойской династии в [Турин]е, написав четыре картины «Головы» (Teste) и украсив Королевский дворец в Турине аллегориями, прославляющими славу его покровителей, которые теперь частично размещены в охотничьем павильоне Ступиниджи (Пьемонт). В них очевидно влияние Якопо Амигони.
Вернувшись в Венецию в 1743 году, он работал для Франческо Альгаротти, а затем для Фридриха Августа II, курфюрста Саксонского (король Август III), написав три «Головы» и двух «Философов» (ныне в дрезденской Галерее старых мастеров), по заказам британского консула Джозефа Смита: две «Головы» и семь «Портретов художников» (ныне в королевском собрании Хэмптон-Корт и в Эдинбурге). Для немецких коллекционеров он выполнил две Аллегории, обе до 1749 года.
В 1550-х годах Ногари написал несколько алтарных образов для венецианских церквей, в частности «Христос, передающий ключи Святому Петру» в соборе Бассано-дель-Граппа, где он, по-видимому, хотел примирить стили Балестры и Пьяццетты, а также «Чудо Святого Иосифа из Копертино в церкви Фрари в Венеции». В этот период он продолжал работать на немецкий рынок, в частности, для Сигизмунда Штрейта (1687—1775), для которого он написал шесть картин, из которых сохранились четыре «Аллегории», и с 1730-х годов для Иоганна Маттиаса фон Шуленбурга.
В 1756 году он стал одним из основателей Венецианской академии изящных искусств. Именно Ногари приписывают создание копии знаменитой картины Рафаэля Санти «Сикстинская Мадонна» в Пьяченце взамен оригинала, проданного в 1754 году в Дрезден.
Некоторые из произведений художника аллегорического содержания ныне хранятся в Берлинской картинной галерее. Работы Ногари можно также увидеть в картинной галерее города Касселя. Художник писал картины и фрески в Бассано-дель-Граппа и для венецианской церкви Санта-Мария-Глорьоза-дей-Фрари. В этой церкви художник и похоронен.
Среди его учеников были Алессандро Лонги и Иоганн Готлиб Престель.

## Галерея

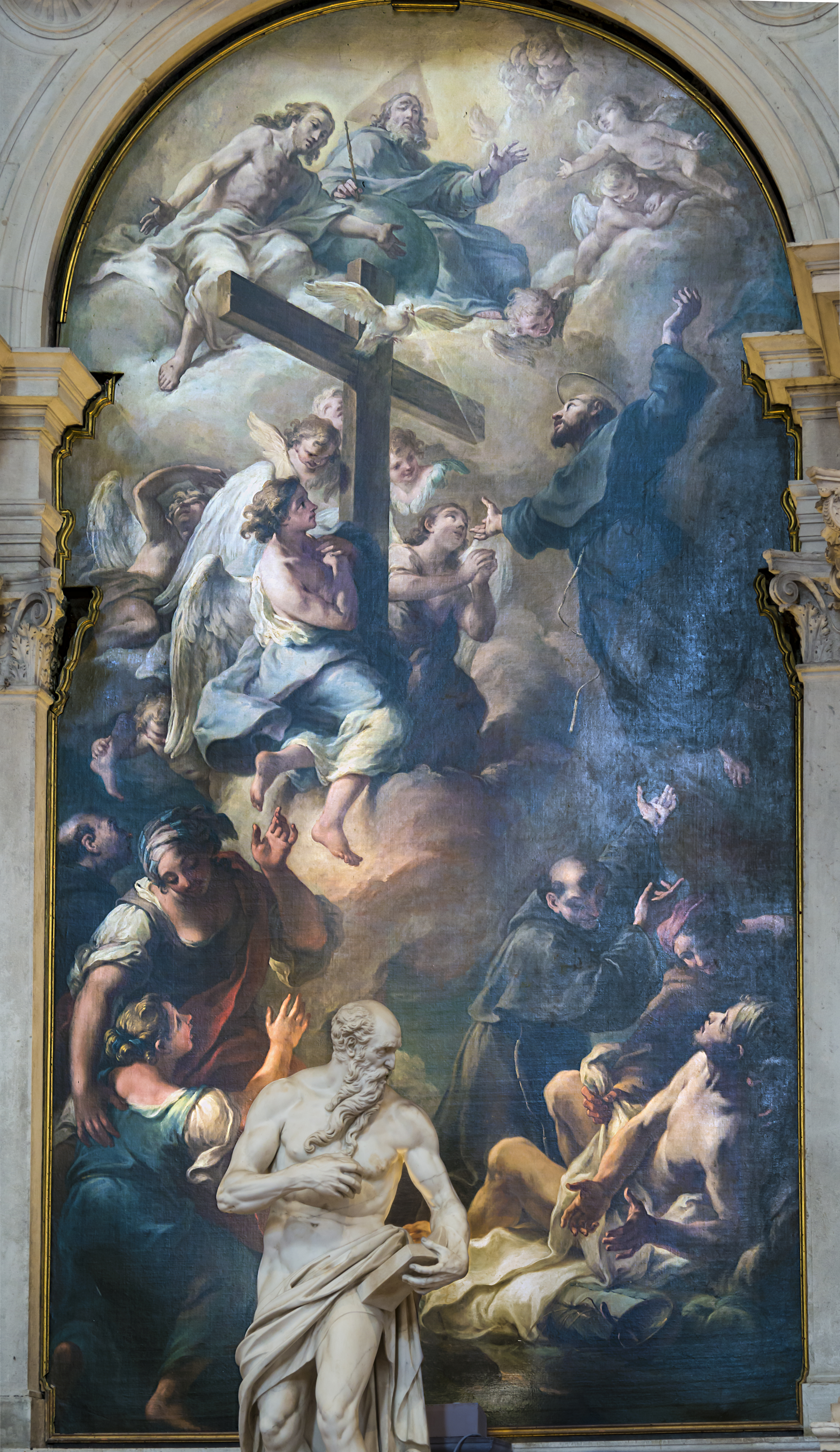
Чудо святого Джузеппе из Копертино. Алтарь капеллы Сан-Джузеппе церкви Санта-Мария-Глорьоза-дей-Фрари, Венеция
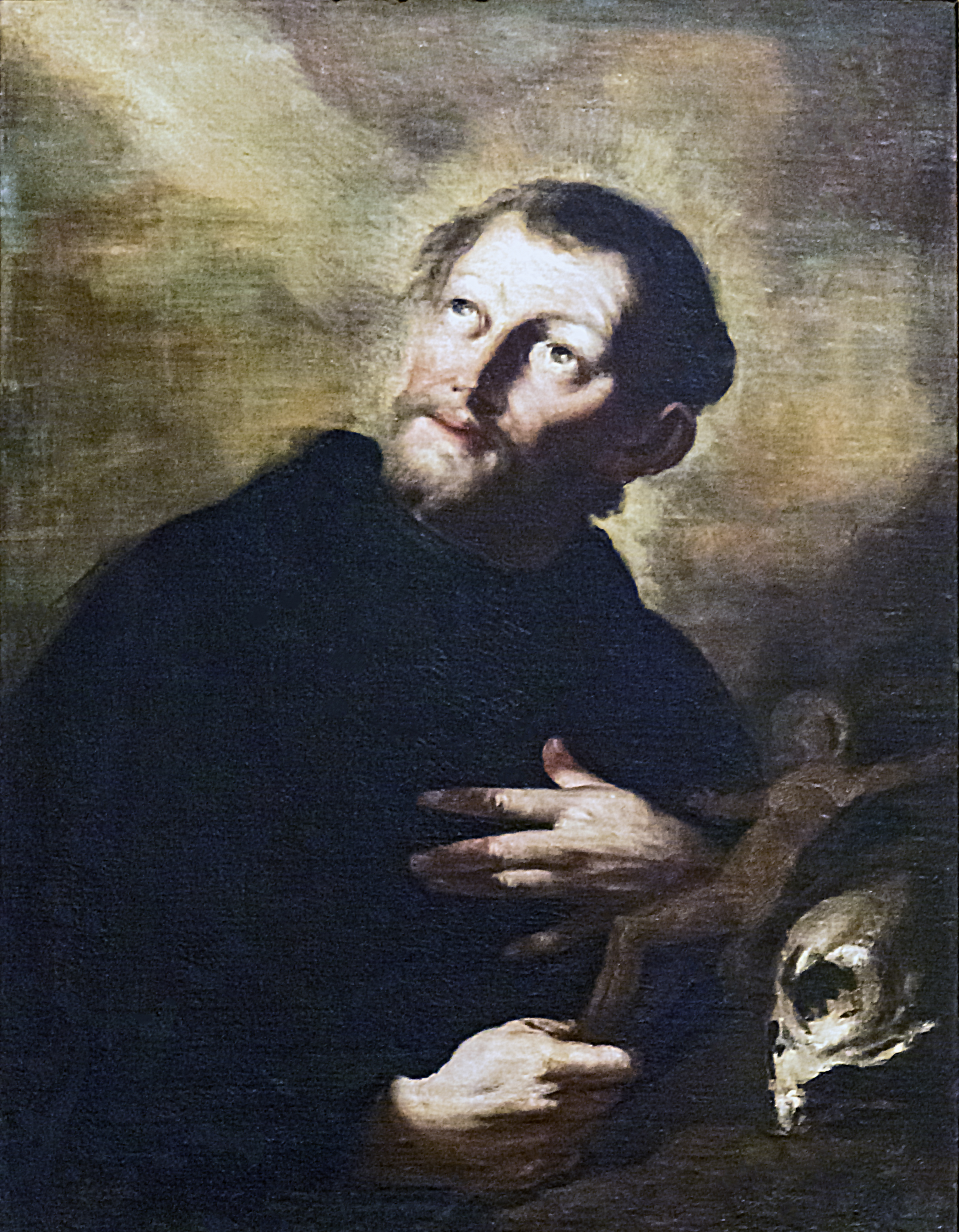
Святой Филиппо Нери. Холст, масло. Сакристия церкви Санта-Мария-Глорьоза-дей-Фрари, Венеция
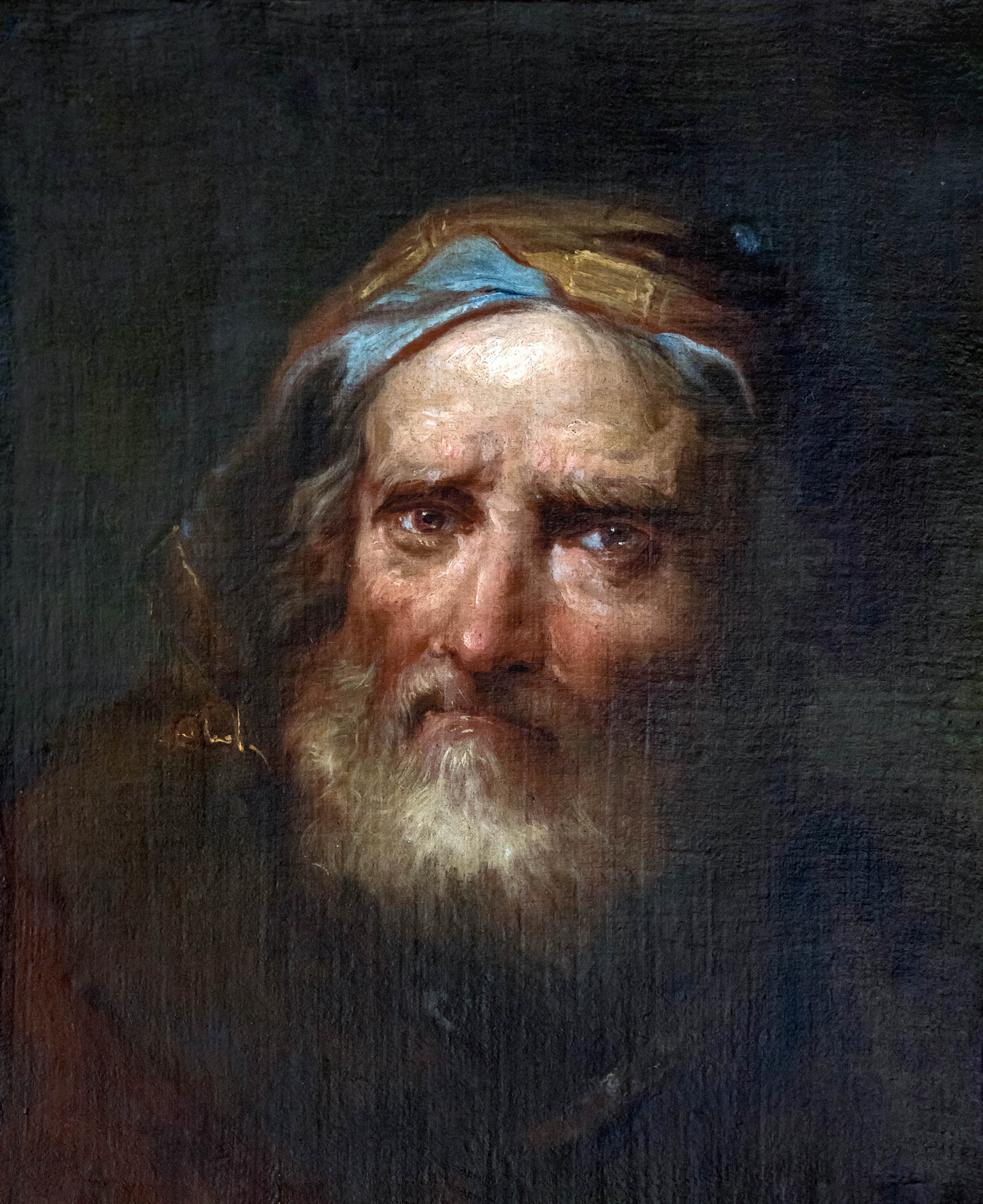
Голова бородатого старика. Холст, масло. Музей венецианского сеттеченто, Ка-Реццонико, Венеция
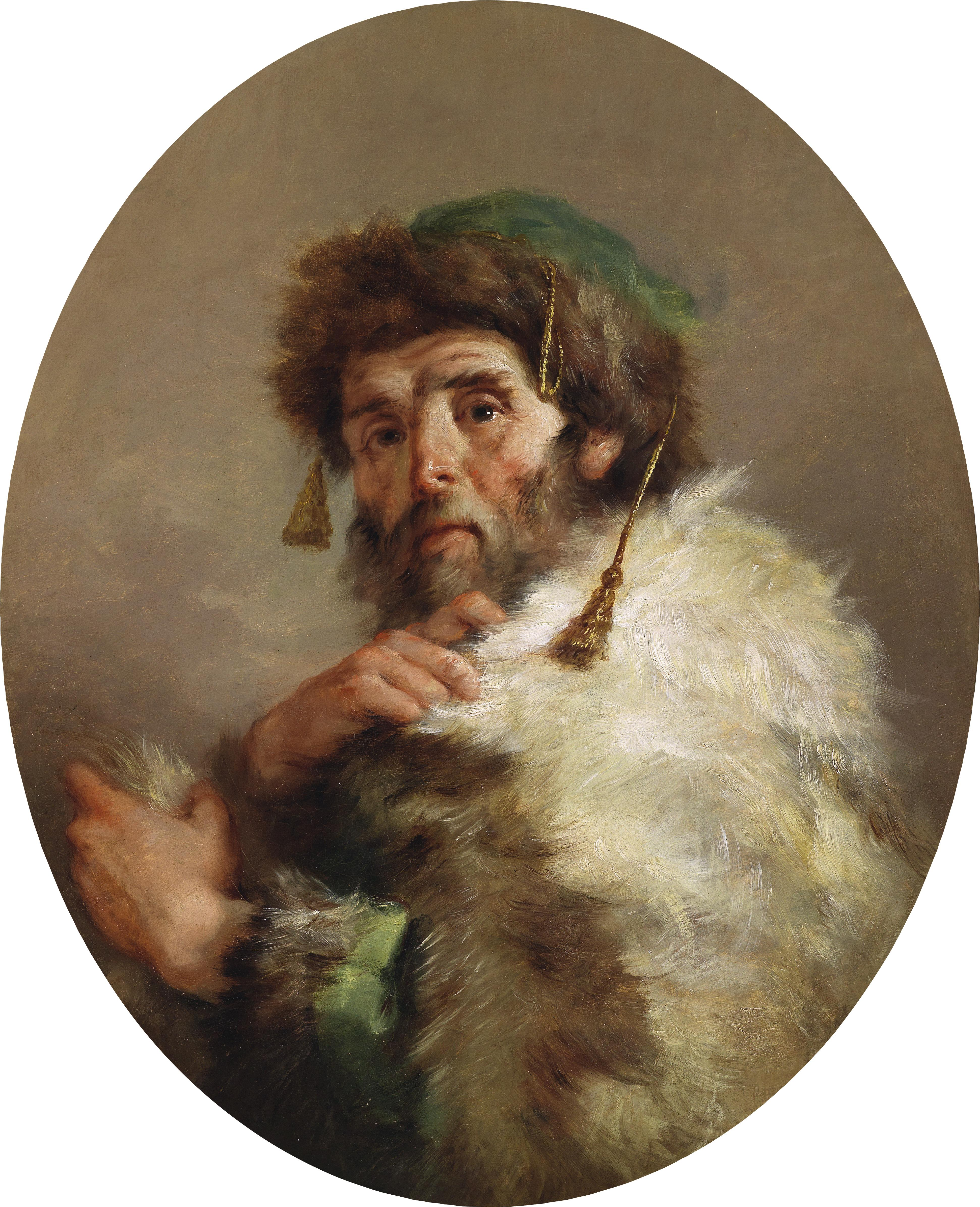
Аллегория Зимы. Ок. 1766. Холст, масло. Частное собрание
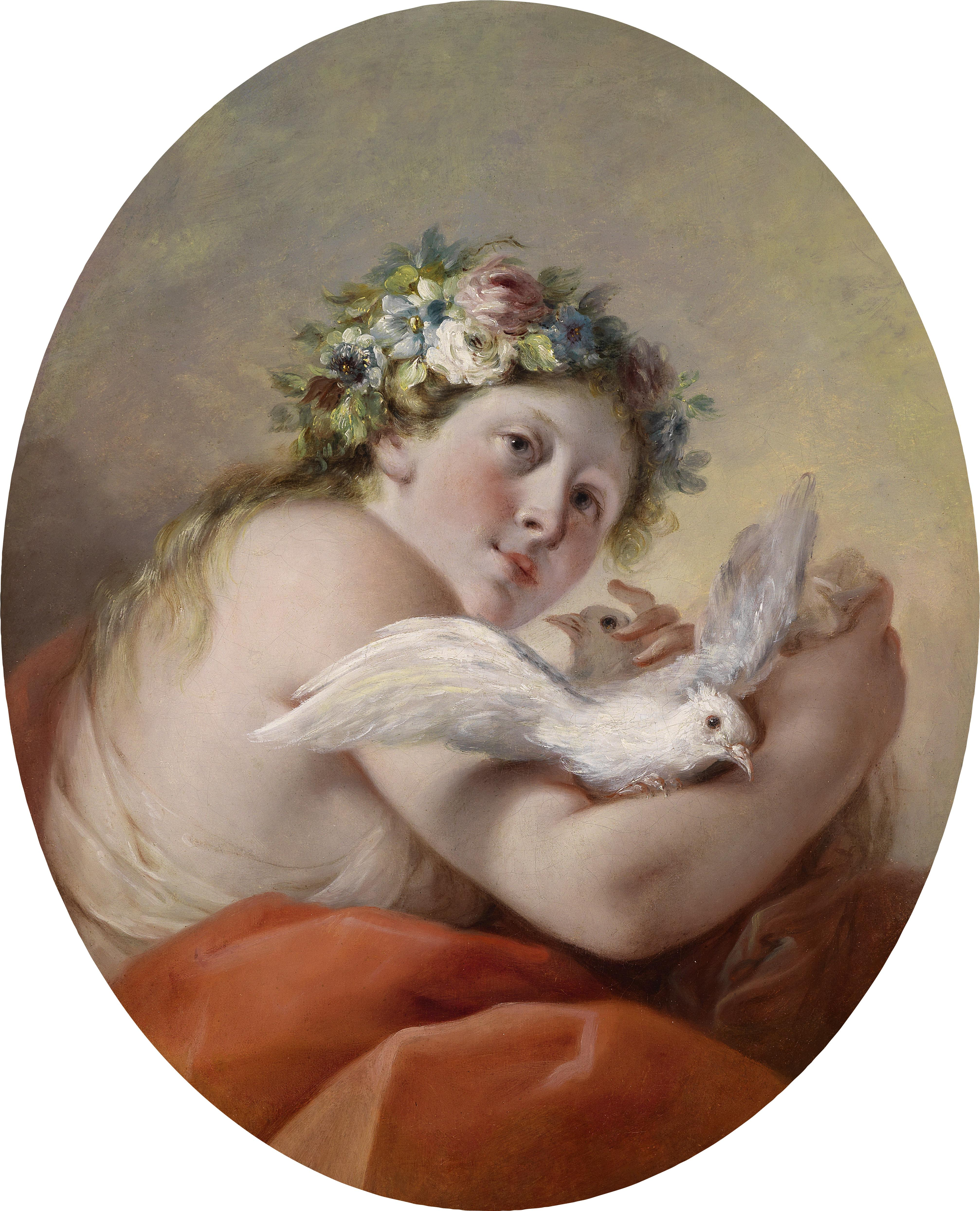
Аллегория Лета. Ок. 1766. Холст, масло. Частное собрание
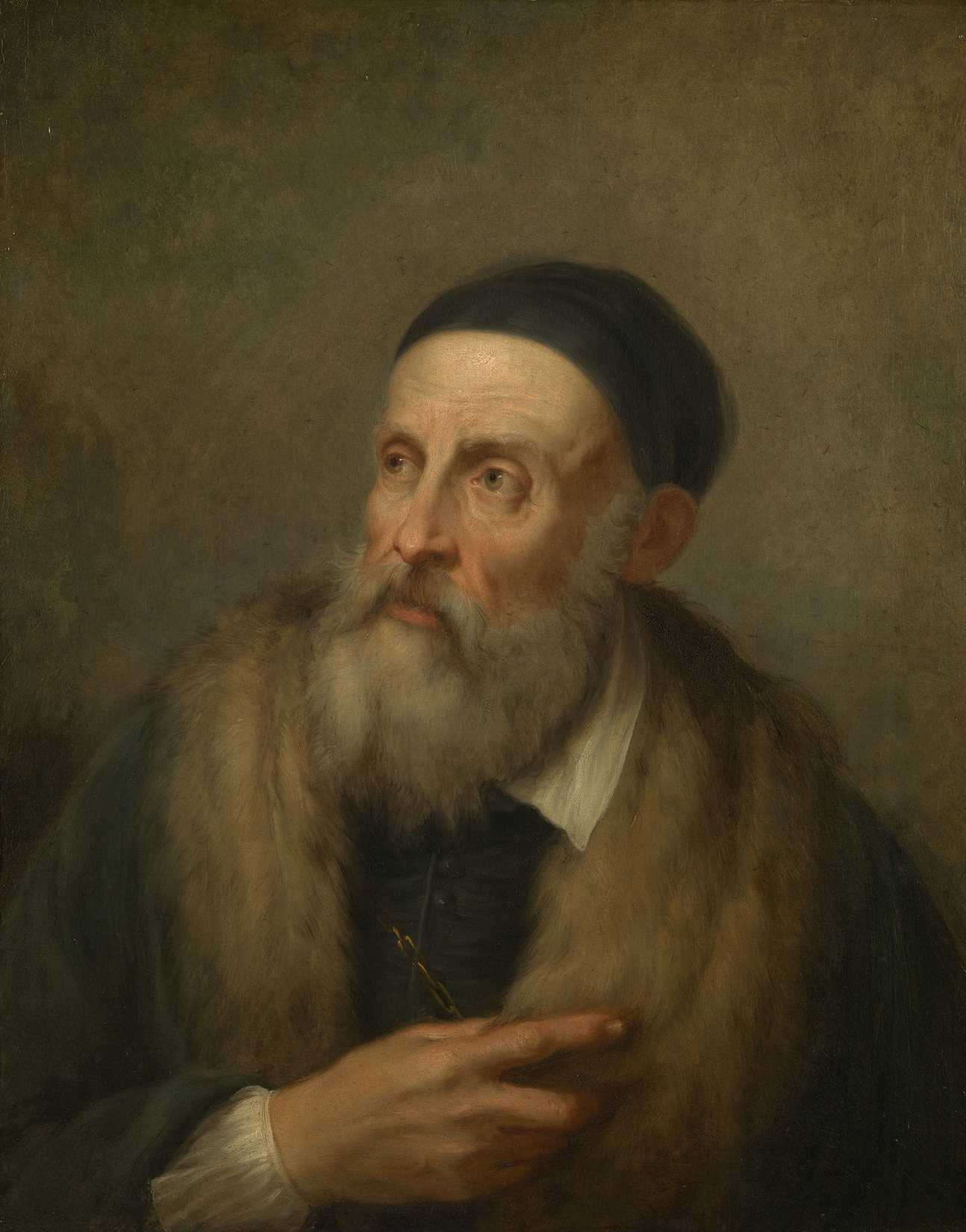
Тициан. Между 1730 и 1750. Холст, масло. Королевская коллекция, Великобритания
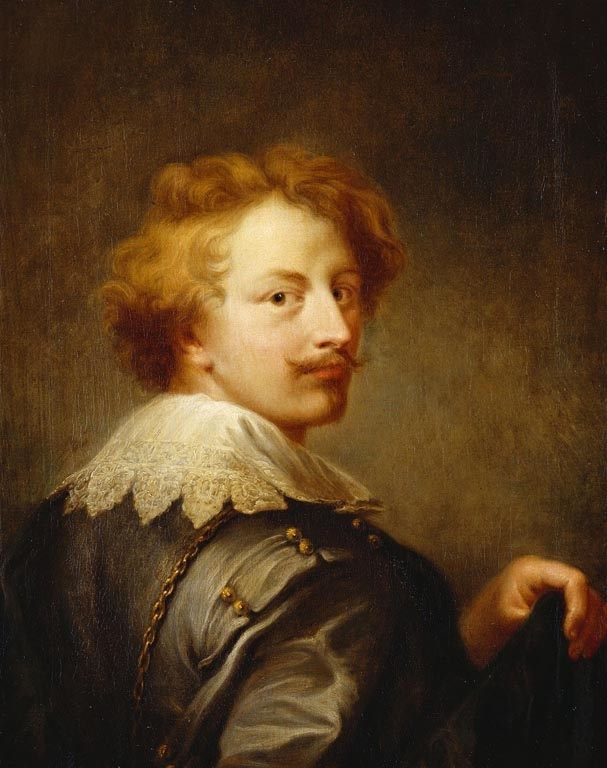
Ван Дейк. Между 1730 и 1750. Холст, масло. Королевская коллекция, Великобритания
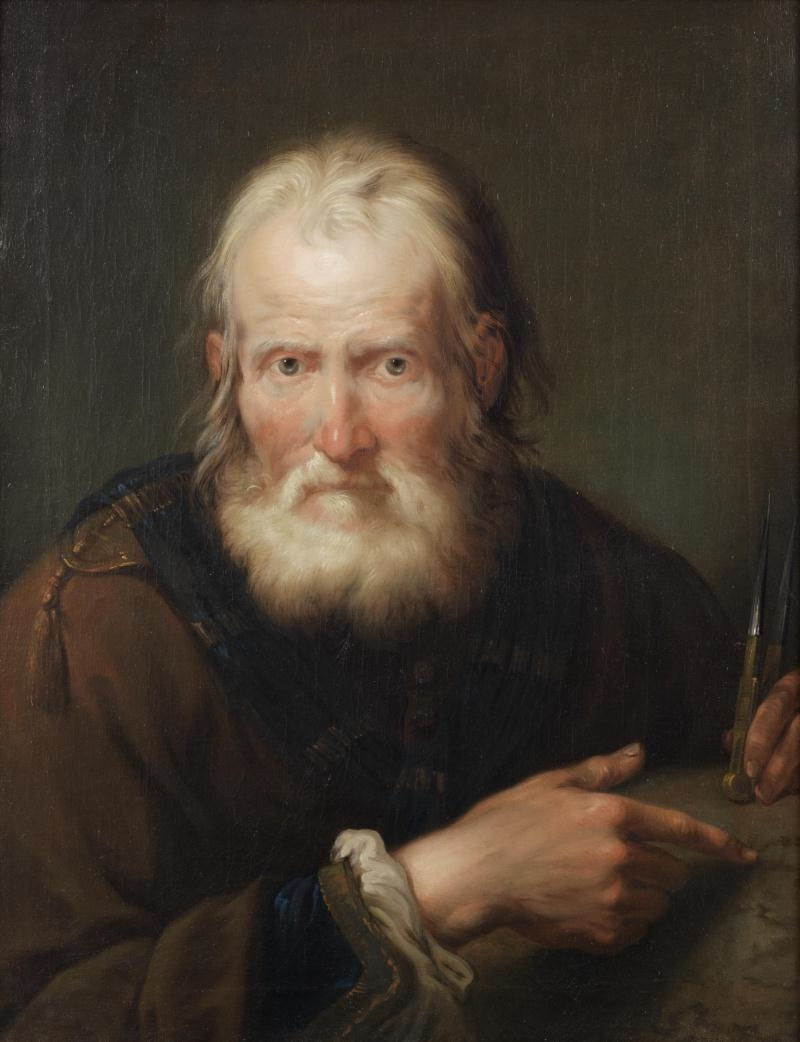
Aрхимед. До 1766. Холст, масло. Частное собрание
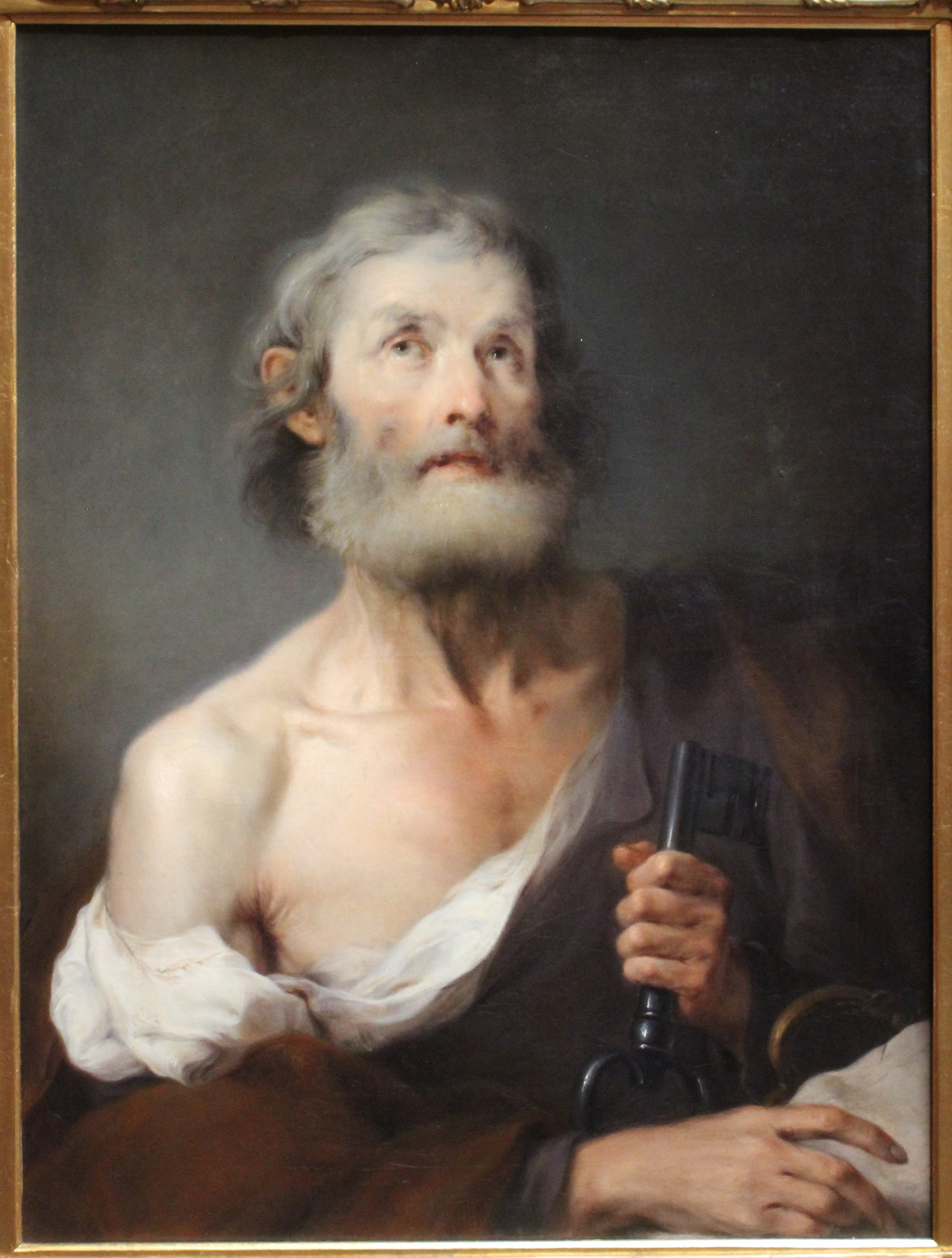
Апостол Пётр. 1743. Холст, масло. Галерея старых мастеров, Дрезден
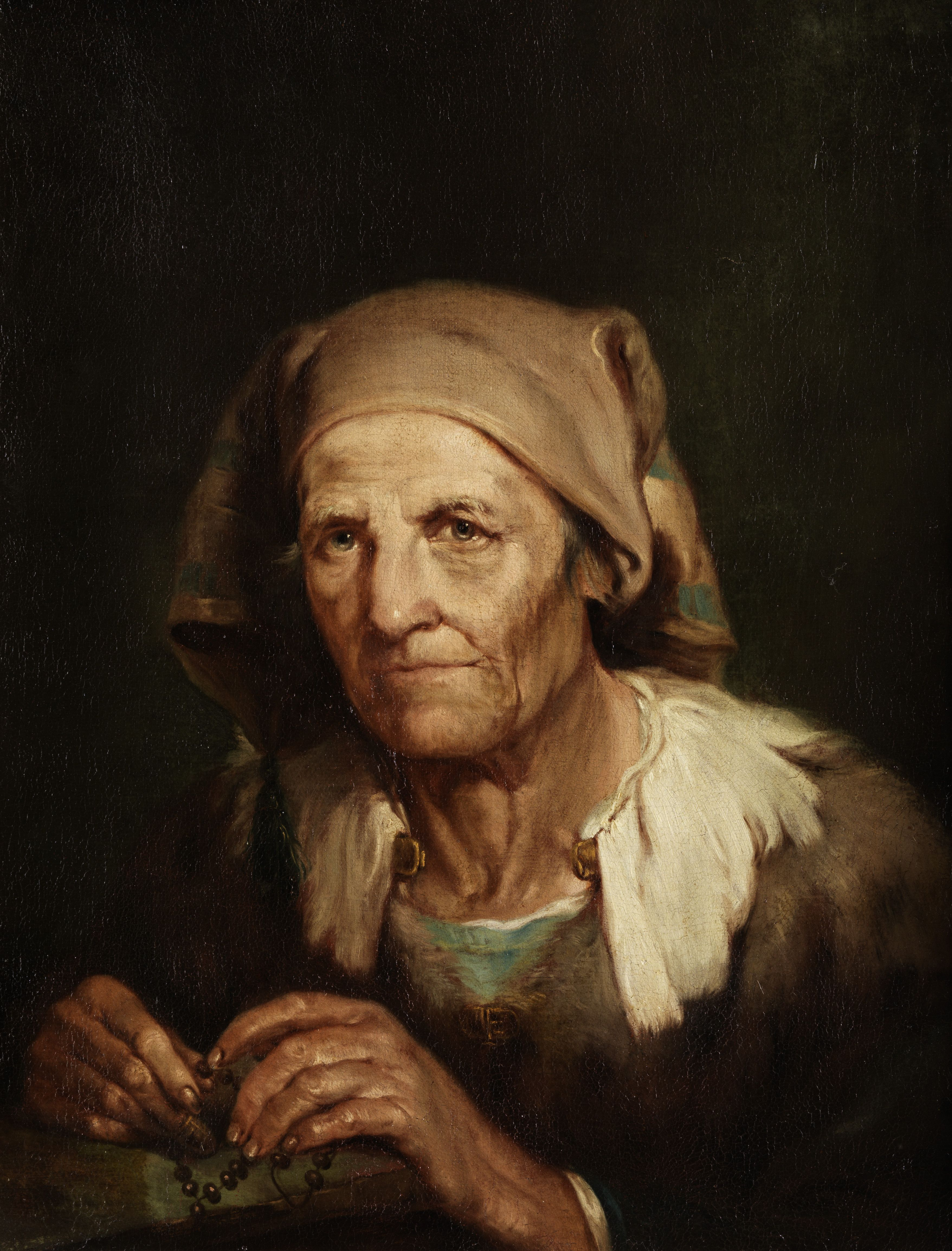
Портрет старухи. Холст, масло. Частное собрание